# Присть
Присть (біл. Прысць), Плотниця (біл. Плотніца), Плотницький канал (біл. Плотніцкі канал) — річка в Столинському районі Берестейської області, права притока річки Прип'ятка. Довжина 8 км. починається за 1,5 км на південний схід від села Ситицьк, гирло за 2 км на північ від села Плотниця. Русло каналізоване.